# Biểu tượng hoa hồng

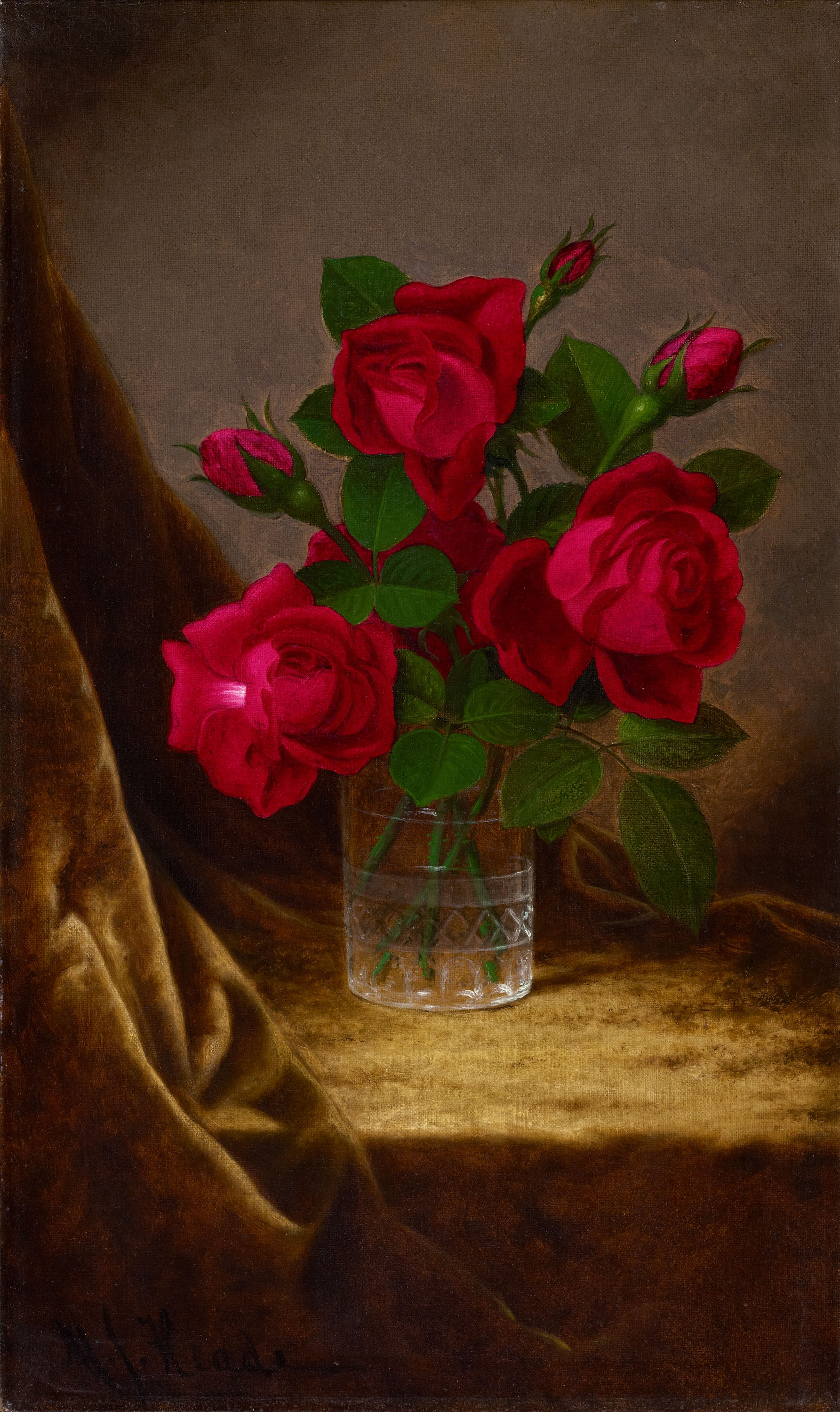
Bông hồng đỏ thắm tượng trưng cho tình yêu nồng nàn, cháy bỏng, lời tỏ tình lãng mạn. Từ những năm 1880, hoa hồng đỏ đã trở thành biểu tượng của chủ nghĩa xã hội.

Biểu tượng hoa hồng (Rose symbolism) phong phú đa dạng và có lịch sử lâu đời, thay đổi tùy thuộc vào bối cảnh văn hóa, lịch sử và đặc biệt là màu sắc của loài hoa này. Hoa hồng là một trong những loài hoa mang nhiều ý nghĩa đa dạng trong các nền văn hóa, mỗi bông hồng đều ẩn chứa một thông điệp riêng, trở thành ngôn ngữ của cảm xúc theo thời gian, nhưng đại thể thì hoa hồng từ lâu đã được xem là biểu tượng phổ quát cho tình yêu, sự lãng mạn, sắc đẹp và sự đam mê, một bông hồng đỏ thắm thường là lời tỏ tình lãng mạn và nồng cháy nhất. Biểu tượng tình yêu này bắt nguồn từ thần thoại Hy Lạp, khi hoa hồng được gắn liền với nữ thần tình yêu Aphrodite. Với vẻ đẹp, hình dáng cùng hương thơm nổi bật, hoa hồng là hoa biểu trưng và được ưa chuộng nhiều nhất ở phương Tây, hình tượng hoa hồng đã trở thành biểu tượng quốc gia của nhiều nước và xuất hiện trên huy hiệu của một số quốc gia như Anh, Mỹ, Bulgaria (được mệnh danh là "Xứ sở của hoa hồng"), Cộng hòa Séc, Iran. Trong âm nhạc và thi ca, hoa hồng là một biểu tượng được sử dụng mang nhiều ý nghĩa khác nhau như tình yêu, vẻ đẹp, nỗi buồn, sự chia ly, hay niềm hy vọng, có thể kể đến như bài hát "Triệu đoá hoa hồng" (Миллион алых роз/Million Alykh Roz), ca khúc Si Jantung Hati (Em đẹp tựa bông hồng), bài hát "Nụ hồng mong manh" (曾经心痛), hay bài thơ "Hoa hồng Bun-ga-ri" của Tế Hanh. Trong nghệ thuật, nhiều trường phái hội hoạ, tranh tĩnh vật đều có đối tượng sáng tác là chủ đề về hoa hồng, nhiều tựa đề, tên phim truyện, tên tiểu thuyết cũng lấy hoa hồng đặt làm tựa đề.

## Các biểu tượng

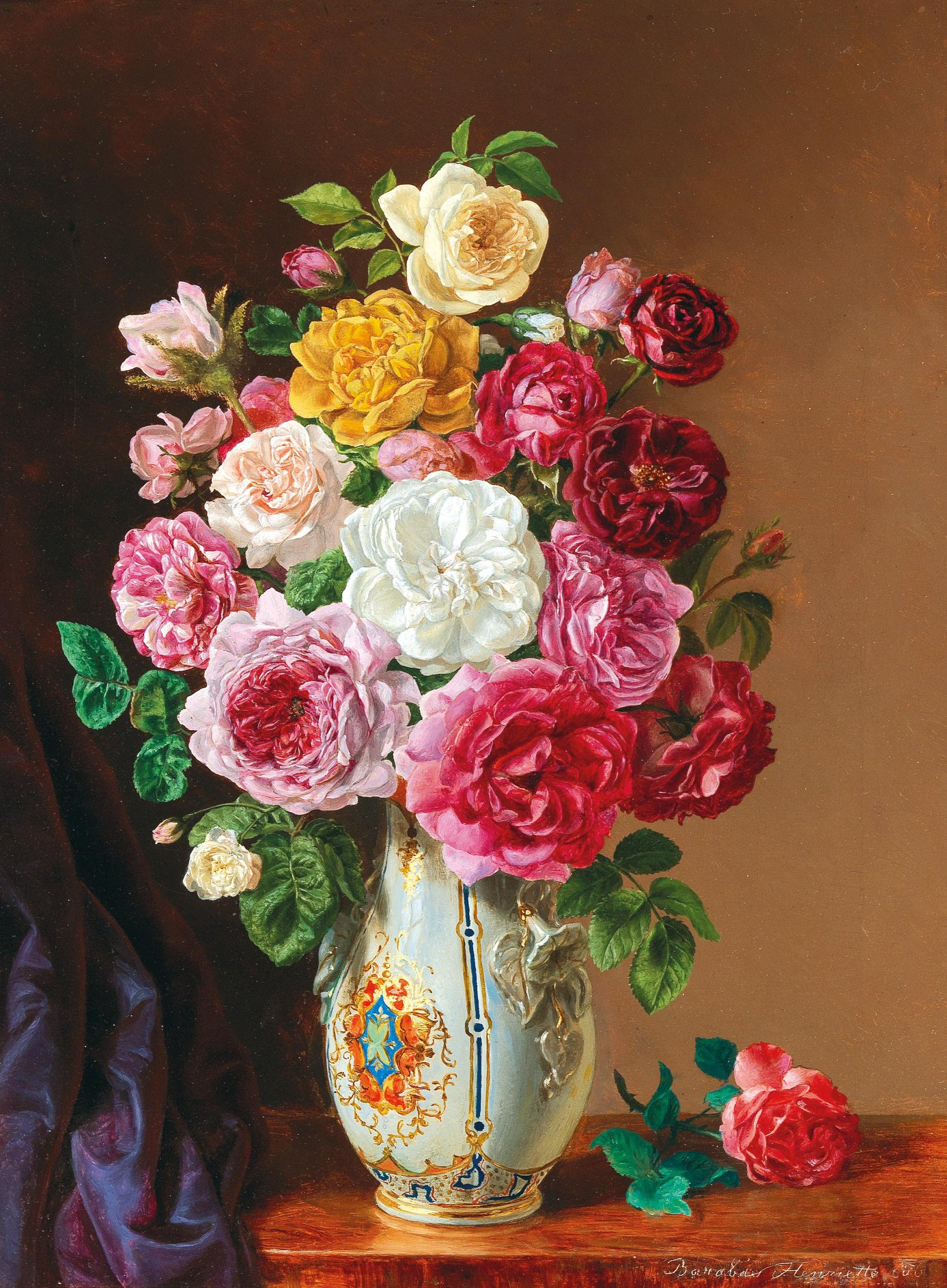
Hoạ phẩm về các loại hoa hồng

Hoa hồng được mệnh danh là "nữ hoàng của các loài hoa" với vẻ đẹp kiêu sa và hương thơm quyến rũ, vốn tự thân nó đã mang trong mình những lớp ý nghĩa biểu tượng. Hoa hồng còn là biểu tượng của sự tôn trọng, lòng biết ơn, vẻ đẹp, sự cân bằng và đôi khi là sự bí mật, đặc biệt là biểu tượng của tình yêu, hoa hồng thường được dùng làm quà tặng trong các dịp lễ tình nhân, kỷ niệm ngày yêu, cưới hỏi. Dù thế, những chiếc gai nhọn trên cành hoa cũng mang hàm ý về sự cẩn trọng, nâng niu trong tình yêu và câu ví "bông hồng có gai" chỉ về việc không dễ dàng mà chiếm hữu được. Ý nghĩa của hoa hồng còn được thể hiện rõ nét qua từng màu sắc, mỗi màu sắc của mỗi giống loài hoa hồng lại mang một sắc thái ý nghĩa riêng có của nó:
- Hoa hồng đỏ (hồng nhung): Tình yêu nồng nàn, lãng mạn, đam mê cháy bỏng, đích thực.
- Hoa hồng trắng: Sự thuần khiết, tinh khiết, ngây thơ, trong trắng, tình yêu trong sáng, sự khởi đầu mới và cả sự tưởng nhớ.
- Hoa hồng phớt (màu hồng hồng): Sự dịu dàng, duyên dáng, ngọt ngào, lòng biết ơn, sự ngưỡng mộ.
- Hoa hồng vàng: Tình bạn, niềm vui, hạnh phúc, sự ấm áp, tận tâm. Trong một số bối cảnh xưa trong thời đại Victoria, nó có thể mang ý nghĩa ghen tuông hoặc sự phản bội.
- Hoa hồng cam: Sự nhiệt huyết, nhiệt tình, ham muốn, đam mê, sự khát khao, lòng cảm kích.
- Hoa hồng tím (màu oải hương): Sự chung thủy, say mê, quyến rũ và tình yêu từ cái nhìn đầu tiên.
- Hoa đồng đen: Cái chết.
- Hoa hồng xanh (màu xanh dương): Sự bí ẩn. Hoa hồng xanh thường được sử dụng để tượng trưng cho tình yêu bí mật hoặc không thể có được[5].

### Tình yêu

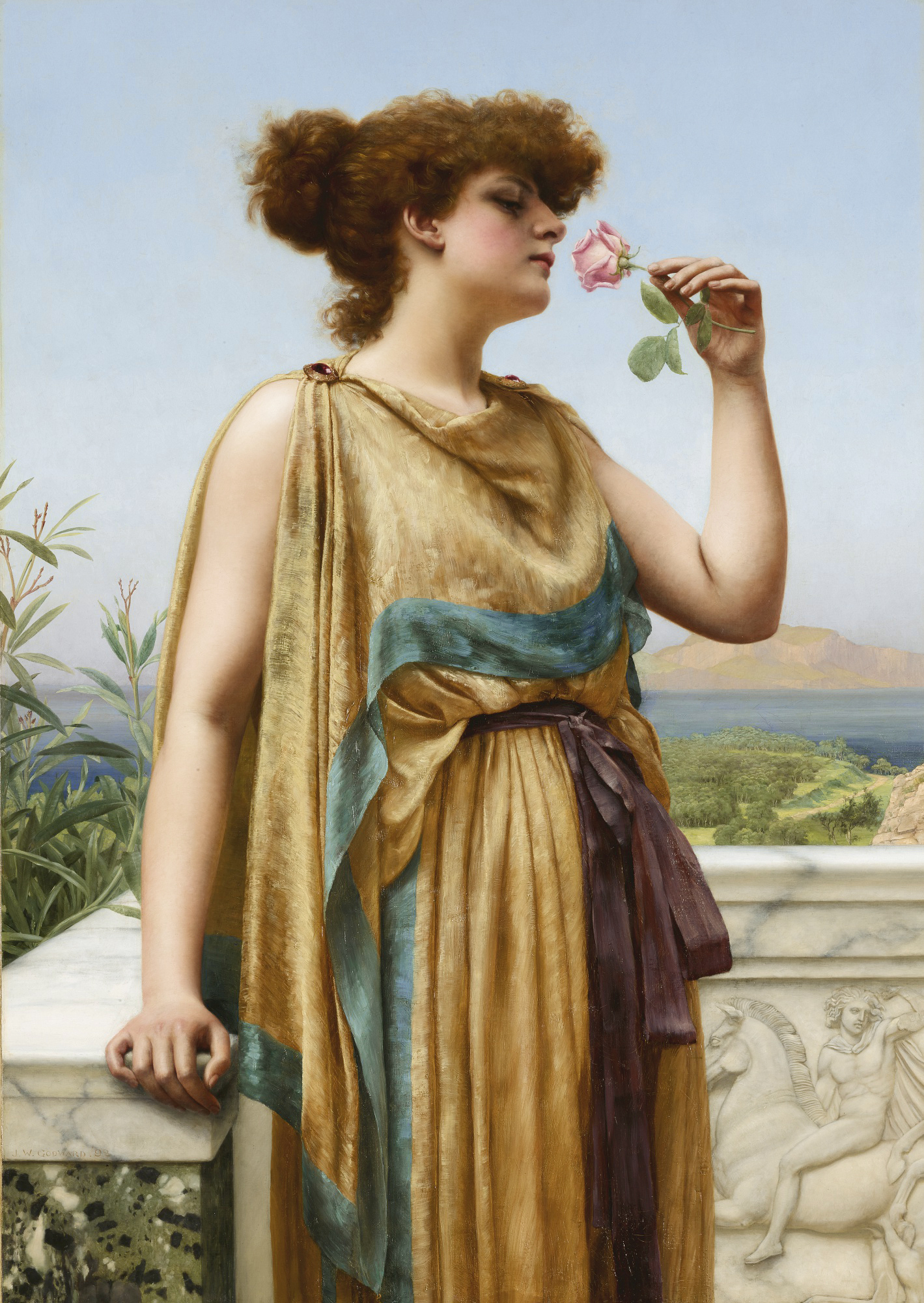
Hoạ phẩm nữ nhân Hy Lạp và một đoá hồng

Trong số các biểu tượng của hoa hồng thì tình yêu và lãng mạn là ý nghĩa phổ biến nhất, hoa hồng đỏ, đặc biệt là hồng đỏ thẫm, là biểu tượng tối thượng của tình yêu nồng cháy, đam mê, mãnh liệt và sự lãng mạn sâu sắc. Tặng hoa hồng đỏ là một cách tỏ tình muôn thủa. Ý nghĩa này có nguồn gốc sâu xa từ thần thoại Hy Lạp và thần thoại La Mã, nơi hoa hồng gắn liền với các nữ thần tình yêu và nữ thần sắc đẹp như Aphrodite và Venus (thần Vệ Nữ) vốn là những nữ thần của tình yêu, sắc đẹp và dục vọng. Ở Hy Lạp cổ đại, hoa hồng có mối liên hệ bền chặt với nữ thần Aphrodite. Kể từ thời cổ đại, hoa hồng đã được đồng nhất với Aphrodite, nữ thần tình yêu của người Hy Lạp, nhiều nền văn hóa sau này cũng tiếp nối truyền thống này. 
Nguồn gốc sâu xa nhất về biểu tượng tình yêu của hoa hồng này đến từ thần thoại Hy Lạp và thần thoại La Mã về những câu chuyện tình giữa các vị thần. Một trong những truyền thuyết nổi tiếng nhất kể về câu chuyện rằng khi người tình của nữ thần Aphrodite là chàng Adonis bị thương nặng, nữ thần đã vội vã chạy đến bên chàng và vô tình bị gai của một bụi hoa hồng trắng đâm vào chân. Máu của bà đã nhỏ xuống, nhuộm những bông hồng trắng bụi bờ này thành một màu đỏ thắm. Kể từ đó, hoa hồng đỏ mang ý nghĩa của một tình yêu mãnh liệt, vượt qua cả sự sống và cái chết để đến với nhau. Người La Mã đã tiếp nối và phát triển biểu tượng này, trong nghi thức, họ thường đặt những bông hồng trong phòng ngủ của các cặp vợ chồng mới cưới và sử dụng hoa hồng trong các lễ hội tôn vinh nữ thần Venus. 
Đến thời đại Victoria ở Anh (vào thế kỷ XIX), khi "ngôn ngữ của các loài hoa" (Floriography) trở nên thịnh hành và hoa hồng đỏ mang ý nghĩa của tình yêu sâu sắc và ý nghĩa này càng được củng cố một cách chắc chắn hơn. Việc hoa hồng đỏ trở thành biểu tượng tối thượng cho tình yêu lãng mạn và đam mê là kết quả của sự bồi đắp qua nhiều thế kỷ, từ thần thoại cổ đại đến các thông lệ văn hóa hiện đại. Việc tặng hoa hồng đỏ (hồng nhung) được xem là một cách để bày tỏ tình yêu kinh điển. Trong hệ thống giao tiếp phức tạp rườm rà những nghi lễ này thì việc tặng một bông hồng đỏ là một lời tuyên bố không thể nhầm lẫn về một tình yêu sâu sắc và nồng cháy. Ngoài ra, chính những đặc tính của bông hồng đỏ cũng góp phần tạo nên ý nghĩa của nó. Màu đỏ là màu của trái tim, của máu, và của những cảm xúc mạnh mẽ nhất. Vẻ đẹp lộng lẫy cùng hương thơm quyến rũ của hoa hồng đỏ khiến nó trở thành món quà hoàn hảo để thể hiện những tình cảm lãng mạn nhất. Hoa hồng đã trở thành biểu tượng của tình yêu và còn hơn thế, của sự dâng hiến tình yêu, của tình yêu trong trắng, tương tự ý nghĩa của hoa sen Ai Cập và cây thủy tiên Hy Lạp.

### Nhan sắc

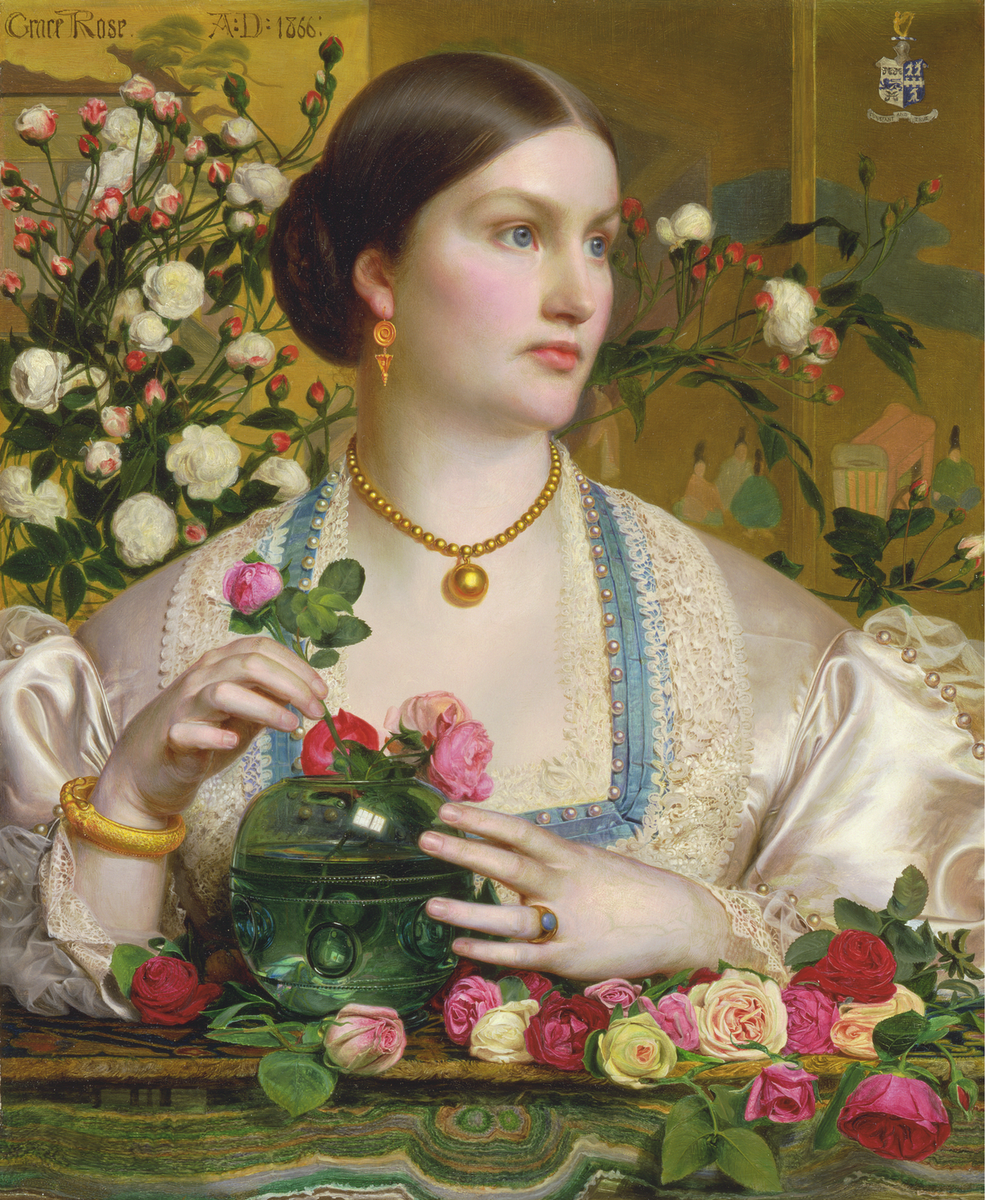
Hoa hồng còn là biểu tượng cho nhan sắc với thành ngữ "Bông hồng nước Anh"

Sắc đẹp và sự hoàn mỹ là một trong những biểu tượng đẹp của hoa hồng. Vẻ đẹp cân đối, tinh tế, mong manh của hoa hồng khiến nó trở thành biểu tượng cho sắc đẹp và sự hoàn hảo. Trong thần thoại Hy Lạp và La Mã, hoa hồng gắn liền với các nữ thần tình yêu và sắc đẹp như Aphrodite và Venus. Trong sử thi Iliad, thì thần Aphrodite đã bảo vệ thi thể của Hector bằng cách xài "dầu hoa hồng bất tử". Nhà thơ trữ tình Ibycus ca ngợi một chàng trai trẻ đẹp rằng Aphrodite đã nuôi dưỡng anh "giữa những đóa hoa hồng". Ở nước Anh thì "Bông hồng nước Anh" (English rose) còn là một thành ngữ nổi tiếng trong tiếng Anh, dùng để miêu tả một người phụ nữ người Anh có vẻ đẹp tự nhiên, cổ điển, trong sáng và thanh lịch. Người được ví như "Bông hồng nước Anh" thường có làn da trắng mịn, đôi má ửng hồng khỏe khoắn và một vẻ đẹp không quá cầu kỳ, phô trương. 
Công nương Diana là người nổi tiếng nhất thường được gắn với danh xưng đoá hồng Anh quốc này. Vẻ đẹp, chất quý phái và lòng nhân ái của Công nương Diana đã khiến cụm từ "Bông hồng nước Anh" trở nên sống động và được cả thế giới biết đến như một hình mẫu lý tưởng. Ở các nước khác, thuật ngữ "Bông hồng nước Anh" hay "Bông hồng Anh quốc" để chỉ vẻ đẹp yêu kiều của phụ nữ bắt đầu được biết đến rộng rãi thông qua sự kiện truyền thông toàn cầu về Hoàng gia Anh, đặc biệt là cuộc đời của Công nương Diana, nhất là thời điểm diễn ra Đám cưới của Thái tử Charles và Công nương Diana vào ngày 29 tháng 7 năm 1981. Sự kiện này đã được truyền thông quốc tế săn đón, đưa tin rầm rộ, qua các bản tin, bài báo về đám cưới linh đình và cuộc đời của Công nương Diana về sau này, công chúng các nước đã lần đầu tiên được tiếp cận một cách rộng rãi với danh xưng "English Rose" và hình tượng đi kèm với nó, cụm từ "Bông hồng nước Anh" dần trở nên quen thuộc để chỉ vẻ đẹp thanh lịch, quý phái, yêu kiều. Những giai nhân, quý cô, đàn bà có nhan sắc thường được gọi là những "bóng hồng".

### Bí mật
Sự bí mật và im lặng cũng là một biểu tượng thú vị của hoa hồng. Trong thần thoại Hy Lạp thì Harpocrates là vị thần của sự im lặng, còn thần Eros (thần tình yêu) đã tặng bông hoa hồng cho Harpocrates để đổi lấy sự im lặng về những cuộc tình của mẹ mình (chính là nữ thần Aphrodite) nên hoa hồng được gắn với sự giữ kín, tình thế buộc phải im lặng. Cụm từ Latin "Sub rosa" nghĩa là "dưới bông hồng" có từ thời La Mã cổ đại, mang ý nghĩa là bí mật, bắt nguồn từ tục lệ của người La Mã treo một bông hồng ở nơi hội họp để biểu thị rằng những gì được nói ở đó phải được giữ bí mật. Những gì được nói "dưới bông hồng" phải được giữ kín. Trong quá khứ, hình ảnh hoa hồng thường được chạm khắc trên trần nhà của các phòng họp hoặc phòng ăn để nhắc nhở rằng các cuộc trò chuyện tại đây là bí mật. Vào thời Trung cổ, một bông hồng thường được treo trên trần nhà của phòng hội đồng chính phủ để đảm bảo tính bảo mật của các thủ tục chưa công bố. Hoa hồng cũng được sử dụng làm biểu tượng trong nhiều hội nhóm bí mật (ví dụ như tên gọi Hồng Hoa hội). Hoa hồng thường được kết hợp với số học, sự liên kết giữa số học và hoa hồng cũng được nhìn thấy trong một tổ chức hội kín có tên là Hội Tam Điểm (Freemasonry) nơi mỗi ba bông hồng là biểu tượng của một nguyên tắc tình yêu, cuộc sống và ánh sáng. Dù là màu trắng hay màu đỏ, hoa hồng cũng đều được các nhà giả kim thuật ưa chuộng hơn cả, mà những chuyên luận của họ thường mang những tiêu đề như "Những cây hồng của các nhà triết học" còn hoa hồng màu lam lại biểu tượng của cái bất khả, cái không thể đạt tới.

## Mặt xã hội

### Tôn giáo

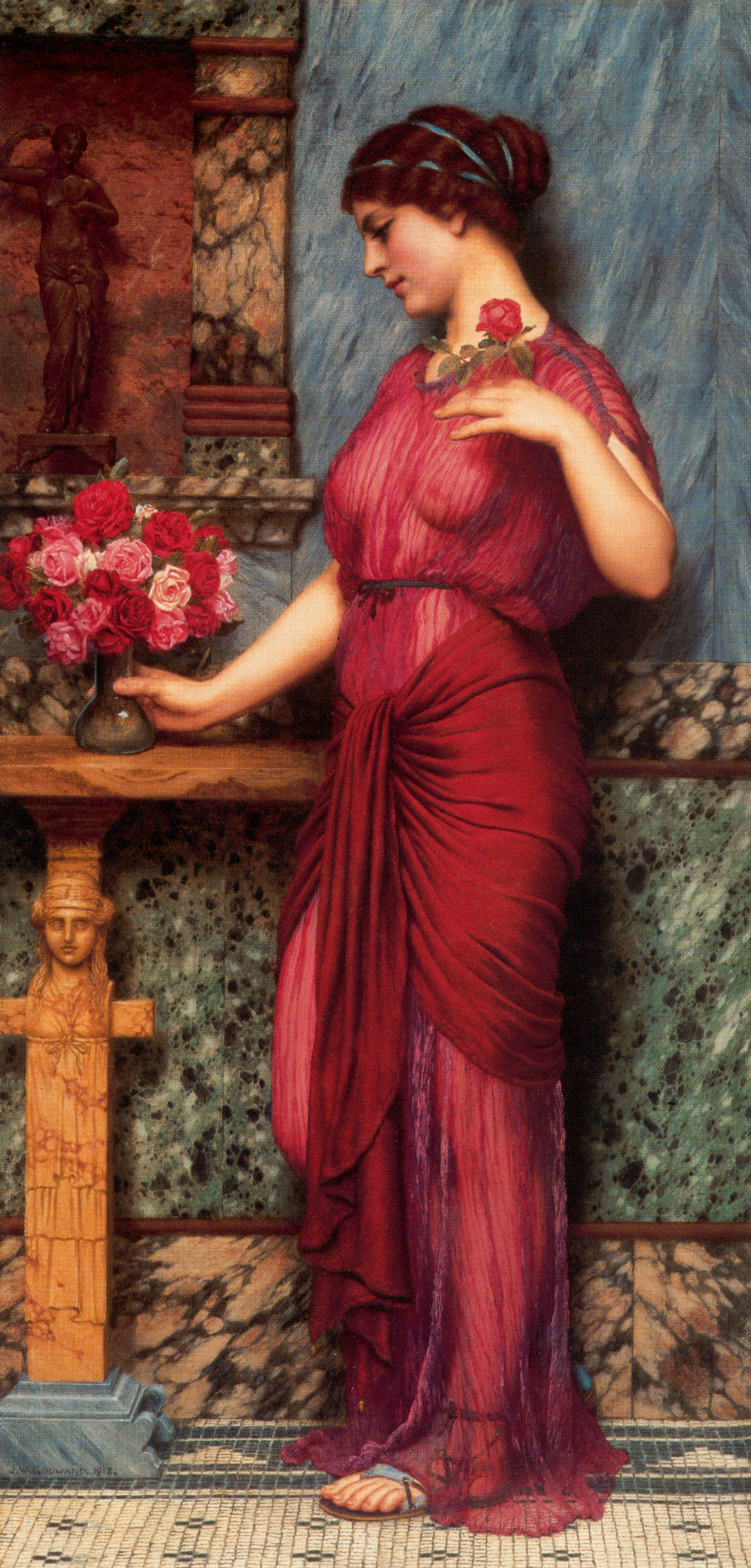
Hoạ phẩm hoa hồng dâng thần Vệ Nữ

Trong văn hóa Ấn Độ, bông hồng vũ trụ Triparasundari được dùng làm vật đại diện cho vẻ đẹp của người Mẹ thánh thần, biểu thị một sự hoàn mĩ trọn vẹn và không có thiếu sót. Bên cạnh đó, hoa hồng còn tượng trưng cho phần thưởng cuộc sống, tâm hồn, trái tim, tình yêu, và có thể được chiêm ngưỡng như một mandala. Sau khi Đế chế La Mã được Kitô hóa, hoa hồng được đồng nhất với Đức Mẹ Đồng Trinh Maria. Biểu tượng hoa hồng cuối cùng đã dẫn đến việc tạo ra chuỗi hạt Mân Côi (Rosary) và các lời cầu nguyện sùng kính khác trong Kitô giáo. Kể từ những năm 1400, các tu sĩ dòng Phanxicô đã đeo Chuỗi Mân Côi Vương miện tỏ về Bảy niềm vui của Đức Trinh Nữ Maria. Trong Kitô giáo, hoa hồng có nhiều ý nghĩa. Một bông hoa hồng đỏ có thể tượng trưng cho máu của các vị Thánh tử đạo, trong khi hoa hồng trắng tượng trưng cho sự trong trắng và thuần khiết, sự tinh khiết của Đức Mẹ Đồng Trinh, người còn được gọi là "Mystical Rose" (Bông hồng Mầu nhiệm). Chuỗi Mân Côi (Rosary) cũng có tên gọi bắt nguồn từ hoa hồng. 
Trong Công giáo có câu chuyện về Elisabeth nước Hungary lén phân phát bánh mì cho người nghèo, khi sắp bị bại lộ do bị yêu cầu mở áo choàng để xem bà đang mang gì, thì bánh mì và thức ăn đã biến thành những bông hoa hồng, phép màu này được xem là một dấu hiệu của sự che chở thánh thiêng, truyền thuyết này được gọi là hoa hồng mầu nhiệm (Miracle of the roses). Trong hệ tranh tượng Kitô giáo, hoa hồng hoặc là cái chén hứng máu của Chúa Kitô, hoặc là sự hóa thân của những giọt máu này và thậm chí, là chính vết thương của Chúa. Theo Bède, ở thế kỷ VII mộ của Chúa Giêxu được sơn một màu pha lẫn trắng và đỏ. Hai yếu tố tạo thành màu của hoa hồng này, màu trắng và màu đỏ, với giá trị biểu trưng truyền thống của chúng phản ánh các bình diện từ trần tục đến thiêng liêng, trong sự khác nhau ứng với sự dâng tặng những bông hồng trắng hay đỏ. Trong hệ phái Sufi (một nhánh của Hồi giáo), hình ảnh hoa hồng được ví với đôi má ửng hồng của người yêu và xa hơn là với các danh xưng và thuộc tính thiêng liêng của Thượng đế. Trong bài thơ trữ tình ghazal, chính vẻ đẹp của hoa hồng đã khơi dậy tiếng hát khao khát của chim họa mi cũng như trong bài thơ của Hafez. Saadi de Chiraz trong đạo Hồi quan niệm vườn hoa hồng là vườn của sự quán tưởng.

### Chiến tranh
Hoa hồng là quốc hoa của Anh, một cách sử dụng bắt nguồn từ các cuộc nội chiến ở Anh. Hoa hồng là biểu tượng quốc gia của Anh về mặt lịch sử, chính là hoa hồng Tudor (Tudor Rose). Đây là quốc hoa và là huy hiệu truyền thống của nước Anh. Biểu tượng hoa hồng nổi bật trong lịch sử nước Anh với "Chiến tranh Hoa Hồng" (1455–1487) vốn là một cuộc nội chiến tranh giành ngai vàng ở Anh vào thế kỷ XV giữa Nhà Lancaster (biểu tượng gia huy là hoa hồng đỏ) và Nhà York (biểu tượng gia huy là hoa hồng trắng). Sự kết thúc của cuộc chiến đã tạo ra biểu tượng Hoa hồng Tudor, kết hợp cả hai màu. Biểu tượng này không phải là một loài hoa có thật trong tự nhiên mà là sự kết hợp của hai bông hồng hoa hồng đỏ của nhà Lancaster và hoa hồng trắng của nhà York. Khi cuộc chiến kết thúc và Henry Tudor (người của nhà Lancaster) kết hôn với Elizabeth xứ York, ông đã tạo ra gia huy hoa hồng Tudor bằng cách lồng bông hồng trắng vào trong bông hồng đỏ. Biểu tượng này tượng trưng cho sự hoà hợp, hòa giải, hòa bình và thống nhất của cư dân xứ Anh sau nhiều năm chiến tranh liên miên liên tục. 

### Chính trị
Từ những năm 1880, hoa hồng đỏ đã trở thành biểu tượng của chủ nghĩa xã hội. Nguồn gốc của hoa hồng như một biểu tượng của chủ nghĩa xã hội liên quan đến sự liên kết của nó với màu đỏ. Kể từ thời điểm sớm nhất là vào năm 1848, màu đỏ đã gắn liền với chủ nghĩa xã hội và bắt đầu sử dụng biểu tượng này từ thời Cách mạng Pháp năm 1848 và sau đó là sự kiện Công xã Paris năm 1871. Sau này, hoa hồng trở thành biểu tượng chính trị cho "Cách mạng màu" bắt nguồn từ một sự kiện chính trị đã khởi đầu cho một loạt các phong trào tương tự, đó là cuộc Cách mạng Hoa hồng ở Gruzia (Georgia) vào năm 2003. Ban đầu các phong trào cách mạng màu thường sử dụng một màu sắc hoặc một biểu tượng hoa cụ thể để làm biểu trưng cho mình. Sự gắn kết giữa hoa hồng và các cuộc cách mạng loại này bắt đầu vào tháng 11 năm 2003 tại Gruzia. Sau khi có những cáo buộc gian lận quy mô lớn trong cuộc bầu cử quốc hội, các cuộc biểu tình lớn đã nổ ra. Đỉnh điểm là vào ngày 22 tháng 11 năm 2003, các nhà lãnh đạo phe đối lập đã cùng người biểu tình tiến vào tòa nhà Quốc hội để phản đối, nhiều người cầm những bông hồng đỏ trên tay. Hành động cầm hoa hồng tiến vào nghị trường mang một thông điệp đấu tranh một cách ôn hoà, phi bạo lực để yêu cầu sự thay đổi chế độ. Hình ảnh này đã trở thành biểu tượng cho toàn bộ cuộc cách mạng đã thành công mà không có đổ máu, vai trò trung tâm của bông hồng trong sự kiện này, nó đã được đặt tên là "Cách mạng Hoa hồng". Do đây là một trong những cuộc "Cách mạng màu" đầu tiên và thành công, hình ảnh hoa hồng trở thành biểu tượng truyền cảm hứng cho các phong trào tương tự và truyền thông phương Tây lan truyền về các cuộc cách mạng phi bạo lực, diễn biến hoà bình nhằm thay đổi chế độ chính trị.

## Các nước

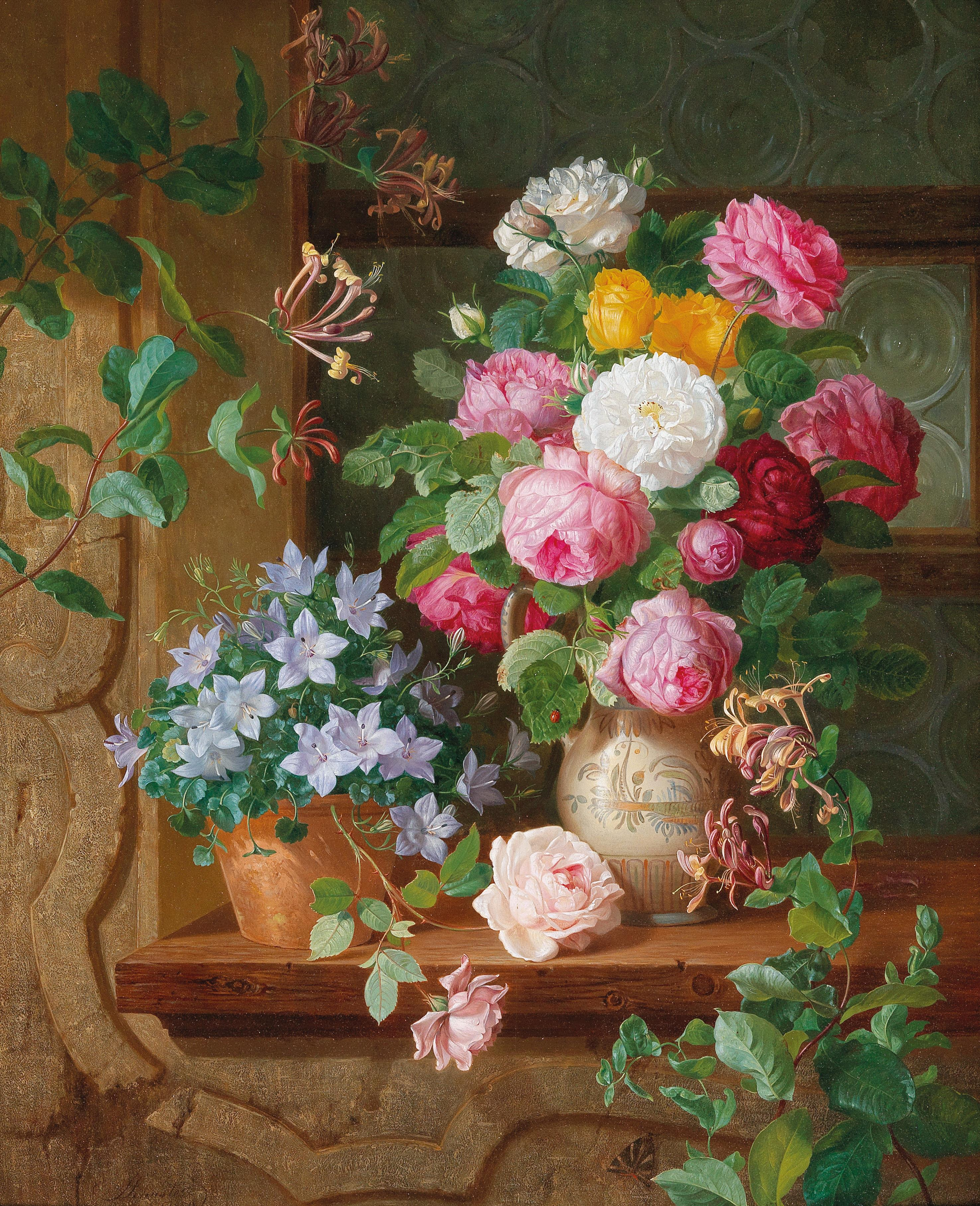
Biểu tượng hoa hồng

Năm 1986, hoa hồng được chọn làm biểu tượng hoa quốc gia của Hoa Kỳ, tại Mỹ thì hoa hồng là quốc hoa, tượng trưng cho tình yêu, lòng yêu nước và sự đa dạng văn hóa. Các nước Tây Ban Nha (Catalonia) và Ý thì hoa hồng đỏ là biểu tượng của tình yêu và đam mê. Ở Nhật Bản thì hoa hồng trắng tượng trưng cho sự ngây thơ, trong sáng, hoa hồng đỏ tượng trưng cho sự lãng mạn. 

### Bulgari
Nhắc đến hoa hồng Bulgary, người ta thường nghĩ ngay đến vẻ đẹp của những cánh đồng hoa hồng Kazanlak nổi tiếng. Loài hoa được mệnh danh là "hoa hồng Bulgary" trứ danh chính là hoa hồng Damask (tên khoa học là Rosa damascena), đặc biệt là giống được trồng ở Thung lũng Hoa hồng (Rose Valley) gần thị trấn Kazanlak. Nơi đây có điều kiện khí hậu và thổ nhưỡng đặc trưng, được xem là hoàn hảo để cây hồng Damask phát triển và cho ra loại tinh dầu hoa hồng có chất lượng hảo thuộc hạng nhất thế giới. Ngành công nghiệp hoa hồng là niềm tự hào quốc gia của Bulgaria. Hiện vẫn chưa rõ nguồn gốc của loài Damask nhưng nhiều người cho rằng nó đến từ thủ đô  Damascus của Syria, trong khi những người khác thì nhận định quê hương của nó là Ba Tư cổ đại (Iran ngày nay). Vào thế kỷ XVII, một thương gia Thổ Nhĩ Kỳ đã mang loại hoa hồng này đến Bulgaria. Hàng năm, Lễ hội Hoa hồng (Rose Festival) được tổ chức hoành tráng tại Kazanlak, thu hút khách du lịch từ khắp nơi trên thế giới, tôn vinh vẻ đẹp và giá trị của loài hoa hồng Bulgary. Lễ hội hoa hồng là một trong những sự kiện văn hóa đáng chú ý nhất ở Bulgaria. Lễ hội Hoa hồng Bulgaria được tổ chức lần đầu tiên vào năm 1903. Lễ hội hoa hồng tại Bulgaria luôn là một trong những sự kiện lớn đáng mong chờ, thu hút hàng nghìn du khách mỗi năm. Thậm chí còn có một cuộc diễu hành để tôn vinh Rose Queen (Nữ hoàng hoa hồng).

### Việt Nam
Ở Việt Nam, mặc dù các loài hồng dại bản địa đã tồn tại từ lâu ở địa chất Việt Nam, trong Đông y thì tầm xuân được xem là một vị thuốc, nhưng việc trồng và sử dụng hoa hồng với ý nghĩa biểu tượng như phương Tây bắt đầu du nhập dưới thời Pháp thuộc vào thế kỷ XIX, biểu tượng hoa hồng đã du nhập và phát triển qua nhiều giai đoạn khác nhau, mỗi giai đoạn lại mang một tầng ý nghĩa riêng. Người Pháp với văn hóa yêu hoa hồng say mê, đã mang nhiều giống hồng châu Âu vào Việt Nam trang trí cho các công trình công cộng do người Pháp xây dựng, nơi hoa hồng được trồng để trang trí cảnh quan. Khi Vườn Bách thảo Sài Gòn (nay là Thảo Cầm Viên Sài Gòn) được thành lập, việc xây dựng bắt đầu từ tháng 3 năm 1864 dưới sự chỉ đạo của bác sĩ thú y Louis Adolphe Germain, nhưng phải đến năm 1865, khi ông Jean Baptiste Louis Pierre được bổ nhiệm làm Giám đốc, việc sưu tập và trồng các loài thực vật ngoại lai, bao gồm cả các giống hoa hồng châu Âu, mới thực sự được đẩy mạnh bài bản. Từ đây, hoa hồng và những ý nghĩa biểu tượng của nó dần dần thẩm thấu vào văn hóa và đời sống của người Việt, đặc biệt là tầng lớp thị dân. Đây là thời kỳ hoa hồng châu Âu cùng với biểu tượng cổ điển của nó về tình yêu lãng mạn và sắc đẹp được du nhập vào Việt Nam. Tuy nhiên, trong giai đoạn này, ý nghĩa này chủ yếu phổ biến trong giới thượng lưu, trí thức, viên chức thực dân và thị dân chịu ảnh hưởng của văn hóa Pháp.
Hoa Hồng Bun-ga-ri

Ôi! Loài hoa diệu kì

Hoa ở đâu chẳng biết

Theo người hay gió bay

Từ thế kỉ mười bảy

Hoa về mọc nơi đây.
 

Giữa bốn bề núi dựng

Một thung lũng hoa hồng

Mỗi năm một lần nở

Trời đất bắt đầu xuân.
 

Nhớ thời bọn vua chúa

Chúng cướp hết hoa hồng

Bàn tay gai chảy máu

Người dân chỉ tay không.
 

Đến thời bọn Hít-le

Chúng không cho hoa mọc

Muốn diệt hương thiên nhiên

Chỉ còn hương hoá học.
 

Nhưng cả bọn bạo tàn

Cuối cùng rồi tiêu diệt

Và thung lũng hoa hồng

Đẹp hơn bao giờ hết.

Ôi! Loài hoa diệu kì

Hoa hồng Bun-ga-ri.
Tác giả: Tế Hanh
Vào thập niên 1970 ở miền Bắc Việt Nam đang trong giai đoạn xây dựng chủ nghĩa xã hội, biểu tượng hoa hồng lại mang ý nghĩa chính trị-xã hội (hoa hồng cũng là biểu tượng của chủ nghĩa xã hội) với sự ra đời của bài thơ "Hoa hồng Bungari" của Tế Hanh vào năm 1974 được công chúng nằm lòng qua hai câu thơ khai đề trứ danh: "Hoa Hồng Bun-ga-ri/Ôi! Loài hoa diệu kì". Bài thơ "Hoa hồng Bungari" là một tác phẩm của nhà thơ Tế Hanh, được in lần đầu trong tập thơ "Theo nhịp tháng ngày" do Nhà xuất bản Văn học phát hành vào năm 1974. Với bối cảnh sáng tác khi Tế Hanh đi công tác tại Bun-ga-ri, qua bài thơ này thì hoa hồng trở thành biểu tượng cho hòa bình, sức sống mãnh liệt và tình hữu nghị quốc tế trong bối cảnh Việt Nam đang trong giai đoạn cuối của cuộc kháng chiến và xây dựng quan hệ với các nước xã hội chủ nghĩa anh em trong đó có Bungari. 
Bài thơ Hoa hồng Bun-ga-ri mang đậm phong cách thơ của nhà thơ Tế Hanh trong giai đoạn lịch sử này là giàu cảm hứng về tình hữu nghị quốc tế trong sáng, ca ngợi cuộc sống mới và tinh thần đấu tranh cho hòa bình. Bài thơ kể lại lịch sử của thung lũng hoa hồng như một chứng nhân cho sự kiên cường và lâu dài của nhân dân Bulgaria, vượt qua áp bức của chế độ cũ ("vua chúa") và chủ nghĩa phát xít ("bọn Hít-le") để xây dựng một cuộc sống tươi đẹp hơn dưới chế độ mới. Bài thơ được đưa vào giảng dạy trong sách giáo khoa Tiếng Việt lớp 5 vào thập niên 1980, giúp tác phẩm ghi dấu ấn sâu đậm trong lòng công chúng. Tác phẩm này, và sau đó là việc được đưa vào sách giáo khoa (gồm Sách giáo khoa Văn lớp 5 (tập 1), Nhà xuất bản Giáo dục năm 1989 và Sách giáo khoa Tiếng Việt lớp 5 (tập 2), Nhà xuất bản Giáo dục năm 2004), đã làm tầng ý nghĩa này có sức lan tỏa rộng rãi và mang tính chính thống. 
Thập niên 1990 (cụ thể khoảng 1992-1993) là giai đoạn biểu tượng hoa hồng về tình yêu lãng mạn được đại chúng hóa và thương mại hóa tràn lan cùng với sự du nhập của văn hóa phương Tây trong thời kỳ hội nhập. Việc tặng hoa hồng đỏ vào ngày Lễ Tình nhân Valentine (ngày 14 tháng 2) trở thành một hiện tượng văn hóa phổ biến trên cả nước, các phương tiện truyền thông và giới trẻ ở các thành phố lớn như Hà Nội và Sài Gòn bắt đầu biết đến và hưởng ứng ngày lễ này. Từ đó, hành động tặng một bó hoa, hay một đoá hoa hồng đỏ cho người mình yêu vào dịp Lễ tình nhân đã nhanh chóng trở thành một thông lệ văn hóa quen thuộc, củng cố hình ảnh của hoa hồng đỏ như biểu tượng số một cho tình yêu đôi lứa trong tâm thức người Việt hiện đại. Đây không phải là lúc biểu tượng hoa hồng lần đầu tiên xuất hiện, mà là lúc một khía cạnh của nó (tình yêu lãng mạn) bùng nổ trong văn hóa tiêu dùng hiện đại. Dù hoa hồng và ý niệm lãng mạn của nó đã được du nhập từ thời Pháp thuộc, nhưng việc sử dụng hoa hồng đỏ một cách rộng rãi, đại chúng như một biểu tượng cho tình yêu và đặc biệt gắn liền với các ngày lễ cụ thể thì chỉ thực sự bùng nổ vào đầu những năm 1990 với xu hướng Tây hoá, Âu hoá, cũng như sự hội nhập, toàn cầu hoá.